# Ihor Dmitrovics Rejzlin
Ihor Dmitrovics Rejzlin (ukránul: Ігор Дмитрович Рейзлін) (Bender, 1984. december 7. –) világ- és Európa-bajnoki ezüstérmes, olimpiai bronzérmes ukrán párbajtőrvívó.